# Campeonato Gaúcho 2021
In 2021 werd het 101ste Campeonato Gaúcho gespeeld voor voetbalclubs uit de Braziliaanse staat Rio Grande do Sul. De competitie werd gespeeld van 27 februari tot 23 mei. Door de coronacrisis in Brazilië werd er een verkorte versie gespeeld van het normale kampioenschap. Grêmio werd kampioen. 

## Eerste fase
| Plaats | Club                | Wed. | W | G | V | Saldo | Ptn. |
| ------ | ------------------- | ---- | - | - | - | ----- | ---- |
| 1.     | Grêmio              | 11   | 7 | 3 | 1 | 23:9  | 24   |
| 2.     | Internacional       | 11   | 7 | 2 | 2 | 24:9  | 23   |
| 3.     | Juventude           | 11   | 5 | 2 | 4 | 14:12 | 17   |
| 4.     | Caxias              | 11   | 4 | 5 | 2 | 13:11 | 17   |
| 5.     | Ypiranga de Erechim | 11   | 4 | 4 | 3 | 20:15 | 16   |
| 6.     | São José            | 11   | 4 | 3 | 4 | 10:11 | 15   |
| 7.     | Aimoré              | 11   | 4 | 2 | 5 | 10:14 | 14   |
| 8.     | São Luiz            | 11   | 3 | 4 | 4 | 10:15 | 13   |
| 9.     | Brasil de Pelotas   | 11   | 3 | 3 | 5 | 8:12  | 12   |
| 10.    | Novo Hamburgo       | 11   | 2 | 3 | 6 | 13:20 | 9    |
| 11.    | Esportivo           | 11   | 2 | 3 | 6 | 9:18  | 9    |
| 12.    | Pelotas             | 11   | 1 | 6 | 4 | 10:18 | 9    |

|  | Gekwalificeerd voor tweede fase |
|  | Degradatie                      |

## Tweede fase
|  | halve finale  | halve finale | halve finale | halve finale |  |               | finale | finale | finale | finale |
|  |               |              |              |              |  |               |        |        |        |        |
|  |               |              |              |              |  |               |        |        |        |        |
|  | Grêmio        | 2            | 2            | 4            |  |               |        |        |        |        |
|  | Caxias        | 1            | 0            | 1            |  |               |        |        |        |        |
|  |               |              |              |              |  | Grêmio        | 2      | 1      | 3      |        |
|  |               |              |              |              |  | Internacional | 1      | 1      | 2      |        |
|  | Internacional | 0            | 4            | 4            |  |               |        |        |        |        |
|  | Juventude     | 1            | 1            | 2            |  |               |        |        |        |        |

Details finale
Heen
|              |                     |       |                                |                                                                  |
| 16 mei 16:00 | Internacional       | 1 – 2 | Grêmio                         | Estádio Beira-Rio, Porto Alegre Scheidsrechter: Anderson Daronco |
| 16 mei 16:00 | Thiago Galhardo 26' |       | 57' Diego Souza 87' Ricardinho | Estádio Beira-Rio, Porto Alegre Scheidsrechter: Anderson Daronco |

| Internacional | Grêmio |

Terug
|              |              |       |                     |                                                                    |
| 23 mei 16:00 | Grêmio       | 1 – 1 | Internacional       | Arena do Grêmio, Porto Alegre Scheidsrechter: Leandro Pedro Vuaden |
| 23 mei 16:00 | Ferreira 51' |       | 66' Rodrigo Dourado | Arena do Grêmio, Porto Alegre Scheidsrechter: Leandro Pedro Vuaden |

| Grêmio | Internacional |

## Totaalstand
| Plaats | Club                | Wed. | W  | G | V | Saldo | Ptn. |
| ------ | ------------------- | ---- | -- | - | - | ----- | ---- |
| 1.     | Grêmio              | 15   | 10 | 4 | 1 | 30:12 | 34   |
| 2.     | Internacional       | 15   | 8  | 3 | 4 | 30:14 | 27   |
| 3.     | Juventude           | 13   | 6  | 2 | 5 | 16:16 | 20   |
| 4.     | Caxias              | 13   | 4  | 5 | 4 | 14:15 | 17   |
| 5.     | Ypiranga de Erechim | 11   | 4  | 4 | 3 | 20:15 | 16   |
| 6.     | São José            | 11   | 4  | 3 | 4 | 10:11 | 15   |
| 7.     | Aimoré              | 11   | 4  | 2 | 5 | 10:14 | 14   |
| 8.     | São Luiz            | 11   | 3  | 4 | 4 | 10:15 | 13   |
| 9.     | Brasil de Pelotas   | 11   | 3  | 3 | 5 | 8:12  | 12   |
| 10.    | Novo Hamburgo       | 11   | 2  | 3 | 6 | 13:20 | 9    |
| 11.    | Esportivo           | 11   | 2  | 3 | 6 | 9:18  | 9    |
| 12.    | Pelotas             | 11   | 1  | 6 | 4 | 10:18 | 9    |

|  | Kampioen, geplaatst voor Copa do Brasil 2022 |
|  | Geplaatst voor Copa do Brasil 2022           |
|  | Geplaatst voor Série D 2022                  |
|  | Degradatie                                   |

## Kampioen
| Campeonato Gaúcho de 2021 - Série A |
| Rio Grande so Sul                   |
| ----------------------------------- |
| GRÊMIO Kampioen (40° titel)         |